# San Giovanni Evangelista (Brunelleschi)
San Giovanni Evangelista seduto attribuito a Filippo Brunelleschi, è una delle statue argentee a tutto tondo della decorazione laterale destra dell'altare di San Jacopo della cattedrale di Pistoia, datati al 1400-1401.

## Storia e descrizione
L'opera fa parte della decorazione laterale dell'altare che venne composta all'inizio del XV secolo da Lunardo di Mazzeo, Piero di Giovanni da Pistoia e i giovani delle loro botteghe, tra cui Brunelleschi stesso. Assieme alla statua a tutto tondo di Sant'Agostino e i due busti dei profeti Geremia e Isaia, sempre attribuite a Brunelleschi, sono le opere più antiche di Filippo che ci siano pervenute, oltre che l'unico saggio della sua arte di orafo, nella quale si applicò in gioventù.
Non è chiaro se l'evangelista raffigurato sia sicuramente san Giovanni Evangelista o un altro, per la mancanza di attributi univoci. L'opera è caratterizzata da un inedito vigore espressivo, soprattutto nel volto con la composizione "all'antica" dei riccioli della barba, con l'espressione concentrata nella lettura del libro che tiene sulle ginocchia.
La struttura corporea ben modellata e salda, evidenziata dal molle ricadere del panneggio che, sebbene presenti qualche richiamo tardogotico come l'ampia falcata tra le ginocchia, si adagia sul corpo del santo con efficacia evidenziandone la struttura corporea sottostante. L'esecuzione è elegante e raffinata e sembra preannunciare altre opere giovanili come il San Pietro di Orsanmichele.